# Isola Wheeler
L'isola Wheeler è un'isola al largo della costa dell'Orissa (India), approssimativamente a 150 km dalla capitale dello stato Bhubaneswar. L'India ha installato una struttura per test missilistici. Il 17 maggio 2010 è stato lanciato Agni-II mentre 19 aprile 2012 agni-V.